# Henry Bekkering
Henry Bekkering (Taber (Alberta), 26 november 1985) is een 
Canadees-Nederlands oud-basketballer. Bekkering heeft onder meer voor GasTerra Flames uit Groningen en Matrixx Magixx uit Wijchen gespeeld. In 2013 is Bekkering gestopt met basketbal en teruggegaan naar zijn geboorteland Canada. Hij werkt nu voor de Calgary Police Service. Bekkering is getrouwd en heeft één dochter. Zijn broer Ross Bekkering was ook actief als basketballer.

## Erelijst
- NBB-Beker (1): 2010–11

## Statistieken
Dutch Basketball League
| Jaar    | Team      | GS | MPW  | 2P%  | 3P%  | VW%  | RPW | APW | SPW | BPW | PPW  |
| ------- | --------- | -- | ---- | ---- | ---- | ---- | --- | --- | --- | --- | ---- |
| 2009–10 | Nijmegen  | 21 | 18.2 | .519 | .329 | .771 | 2.9 | 0.5 | 1.1 | 0.3 | 10.3 |
| 2010–11 | Groningen | 48 | 13.7 | .440 | .284 | .708 | 2.5 | 0.9 | 1.0 | 0.2 | 4.3  |
| 2011–12 | Wijchen   | 30 | 25.7 | .523 | .297 | .718 | 5.0 | 1.1 | 0.8 | 0.4 | 10.5 |
| 2012–13 | Wijchen   | 35 | 25.0 | .423 | .338 | .779 | 2.5 | 1.0 | 0.5 | 0.1 | 10.6 |